# Souspierre
 Souspierre  es una población y comuna francesa, en la región de Ródano-Alpes, departamento de Drôme, en el distrito de Nyons y cantón de Dieulefit.

## Demografía
| 79 | 71 | 72 | 84 | 99 | 96 |
| Para los censos de 1962 a 1999 la población legal corresponde a la población sin duplicidades (Fuente: INSEE [Consultar]) |    |    |    |    |    |